# Lana du Pont
Pour les articles homonymes, voir Dupont ou Dupond.
Helena Allaire « Lana » du Pont Wright, née le 6 juillet 1939 à Philadelphie et morte le 23 avril 2025 à Chesapeake City, est une cavalière américaine de concours complet.

## Famille
Lana du Pont est membre de la famille du Pont de Nemours. Elle est la fille de Richard Chichester du Pont, homme d'affaires, fondateur de la compagnie aérienne, US Airways, mort le 11 septembre 1943 et d'Allaire Crozer, qui sera éleveuse de chevaux de course.
Elle est l'épouse de William H. « Bud » Wright, vétérinaire, décédé en 2010.
Sa fille Beale Morris, décédée d'une maladie en 2005 à l'âge de 34 ans, était une des athlètes présélectionnées pour l'équipe des Jeux Olympiques d'été de 2000.

## Carrière
Lana du Pont grandit dans la région équestre du Maryland et du Delaware et commence à participer à des chasses au renard. Elle est élève de la Oldfields School de Baltimore et  obtient son diplôme en 1957.
En 1961, elle prend part au Concours complet de Badminton et termine dixième, ce qui lui permet de se qualifier aux Jeux olympiques.
Lana du Pont participe aux Jeux olympiques d'été de 1964 à Tokyo. Elle est la première femme à participer à l'épreuve de concours complet. Elle et M. Wister terminent une compétition épuisante sous la pluie et la boue, tombant deux fois sur le parcours mais refusant d'abandonner. Elle se classe 33e de l'épreuve individuelle. Cependant, comme ils sont blessés, elle n'est pas membre de l'équipe américaine qui remporte la médaille d'argent par équipe.
Après les Jeux olympiques, elle continue à participer à des épreuves équestres, se concentrant plus tard sur les épreuves d'attelage combiné et, en 1991, remporte une médaille d'or aux championnats du monde dans l'épreuve de l'attelage en paire.
Elle se concentre ensuite sur l'endurance, alors qu'elle fit sa première épreuve en 1957, se classant plus tard deuxième du championnat américain d'endurance par équipe équestre de 100 milles, avec Nathan's Pride.
Du Pont crée sa propre ferme équestre, Unicorn Farm, à Chesapeake City, Maryland. Elle est l'un des membres fondateurs de l'United States Combined Training Association (maintenant l'United States Eventing Association).